# Jacob Green (football américain)
College Football Hall of Fame 2019
(en) Statistiques sur pro-football-reference
Jacob Green (né le 21 janvier 1957 à Pasadena) est un joueur américain de football américain. Il fait partie du Ring of honor des Seattle Seahawks.

## Carrière
Green est choisi par les Seahawks en dixième position du draft en 1980 notamment grâce à ses 134 plaquages en 1979, ainsi que 20 sacks; il sera All-american cette même année. Pendant ces 13 années chez les Seahawks avec le numéro 79, il réalise 2 touchdowns sur des retours d'interception, ainsi que 97,5 sacks. Il participe 2 fois au Pro bowl en 1986 et 1987, fait partie de la All Pro team en 1983 et de la Second-team All-Pro Selection en 1984. En 1992, il change son maillot contre celui des San Francisco 49ers où il affiche le numéro 76 mais il n'apparait que deux fois lors de cette saison et décide de prendre sa retraite.
Il fait partie du cercle d'honneur des Seattle Seahawks.